# Laurent Sentis
Pour les articles homonymes, voir Sentis.
Laurent Sentis, né le 2 novembre 1950 à Paris, est un prêtre catholique et philosophe français, enseignant, directeur des études du séminaire de Toulon. 
Son ouvrage de philosophie De l’utilité des vertus a obtenu le prix La Bruyère de l’Académie française en 2005.

## Biographie

### Famille
Laurent Sentis est né le 2 novembre 1950 de Philippe Sentis, philosophe des sciences et historien des sciences, sous-directeur de laboratoire au Collège de France (en 1987), ancien secrétaire de l’association des scientifiques chrétiens et de l'association des philosophes chrétiens, et d’Élise Dreyfuss,,.
Il « est issu d’une famille nombreuse où les valeurs chrétiennes ont toujours été en honneur ». Il a cinq frères, une sœur et de nombreux neveux et nièces.

### Études
« Après de brillantes études au lycée Hoche à Versailles et à l'École polytechnique, il entre au séminaire des Carmes au sein de l’Institut catholique de Paris ». 
Il est titulaire d'une maîtrise en philosophie des sciences et d'un doctorat en théologie, il est professeur de théologie morale,,.

### Vie sacerdotale
« Laurent Sentis est ordonné prêtre en 1979 en l’église Saint-Pierre de Neuilly-sur-Seine pour le diocèse de Nanterre. Il est nommé en 1980 au doyenné de Rueil-Malmaison. En juillet 1984, il est nommé au doyenné de Neuilly dans la communauté des prêtres de Sainte-Croix de Neuilly où il succède comme aumônier de l’établissement à Patrick Chauvet, nommé directeur au séminaire Saint-Sulpice à Issy-les-Moulineaux. Il est déjà bien connu à Neuilly où il a été pendant deux ans en stage pastoral ».
En 2001, il est incardiné au diocèse de Fréjus-Toulon, chanoine du chapitre de la cathédrale Notre-Dame-de-la-Seds de Toulon.
Il est directeur des études du séminaire de La Castille à Toulon dans le diocèse de Fréjus-Toulon.
Le 8 décembre 2019 il est créé chapelain de Sa Sainteté en remerciement pour ses nombreux services.
Il prend sa retraite en juillet de la même année.

## Pensée
Il revendique deux références essentielles : le catéchisme de l’Église catholique et saint Thomas d'Aquin. « La foi chrétienne n'est pas un système, ajoute-t-il toutefois. Ce qui nous préoccupe ici, ce sont les questions que les prêtres vont rencontrer sur le terrain. Notre but est de leur transmettre une théologie de la mission, de façon qu'ils soient capables de prononcer une homélie ou d'assurer une préparation au mariage. ».
Outre ses cours au séminaire de Toulon, il donne son enseignement L'homme à l'épreuve de la liberté dans le cadre des « sessions des familles et pour tous » à Paray-le-Monial.

## Publications
Laurent Sentis a participé ou publié en tant qu'auteur principal de nombreux ouvrages et articles :
- Saint Thomas d'Aquin et le mal : Foi chrétienne et théodicée, Paris, Éditions Beauchesne, 1993, 362 p. (ISBN 2-7010-1271-6, lire en ligne)
- L’enseignement moral de Mgr. Charles, vol. 47-48, Paris, Résurrection (revue), décembre 1993
- Prudence et casuistique, vol. 71, Paris, Résurrection (revue), août-septembre 1997
- De l'utilité des vertus, Paris, Éditions Beauchesne, avril 2004, 403 p. (ISBN 2-7010-1452-2)
- La Loi naturelle et les droits de l’homme, vol. 120-121, Paris, Résurrection (revue), juillet-octobre 2007
- De l’utilité des études pour la vie chrétienne, vol. 111-112, Paris, Résurrection (revue), décembre 2005
- Portée de la doctrine thomiste de la vertu, vol. 116, Paris, Résurrection (revue), octobre-décembre 2006
- Statut théologique de la doctrine sociale de l’Église, vol. 132-133, Paris, Résurrection (revue), juillet-octobre 2009 (ISBN 978-2-84573-801-0)
- La grâce de la nouvelle Alliance, vol. 144-145, Paris, Résurrection (revue), septembre-décembre 2011 (ISBN 978-2-84573-801-0)
- La foi des Apôtres, vol. 147-148, Paris, Résurrection (revue), mars-juin 2012
- Benoît XVI et la « théorie du genre, vol. 156-157, Paris, Résurrection (revue), septembre-octobre 2013
- Laurent Sentis, « Pourquoi “Charlie” ne peut pas être un symbole de la liberté d’expression ? », 15 janvier 2015 (consulté le 17 avril 2015).

## Critiques de ses œuvres et reconnaissance

### Saint Thomas d'Aquin et le mal - Foi chrétienne et théodicée
- Brito Emilio, Laurent Sentis, Saint Thomas d'Aquin et le mal. Foi chrétienne et théodicée (coll. Théologie historique, 92), t. 3, Revue théologique de Louvain, 1996 (lire en ligne), p. 357-359

### De l’utilité des vertus
Laurent Sentis a obtenu le prix La Bruyère de l’Académie française en 2005 pour son livre De l’utilité des vertus.
Critiques : 
- Henri Wattiaux, Laurent Sentis, De l'utilité des vertus. Éthique et Alliance (coll. Le point théologique, 61). 2004, t. 3, Revue théologique de Louvain, 2006 (lire en ligne), p. 433-434

- Jean-Marie Peretti, Tous vertueux, Editions Eyrolles, 2010, 285 p. (ISBN 978-2-212-54637-8 et 2-212-54637-8, lire en ligne), p. 71-73